# 930プラス
『930プラス』（きゅーさんまるプラス）は、2010年3月29日から2014年3月28日まで、静岡第一テレビ (SDT) で平日 9:30 - 9:55に放送された生放送の情報番組。

## 概要
- 朝の慌ただしさから解放された主婦が、落ち着いて見られる情報番組がコンセプト。最新のニュースと、『○ごとワイド』・『news every.しずおか』の「特集」などのコーナーのリピートで構成されている。
- 2010年5月下旬からは視聴者からの投稿も紹介している。同年9月13日から新聞のテレビ欄およびテレビ情報誌でのタイトル表記が『静岡プラス』に改められた（番組タイトル自体は変更なし）。同年10月から見出しテロップを橙色から緑色に変更。
- 2011年1月5日から10:25からの情報番組『PON!』の静岡県でのネット開始（2014年3月28日でネット終了）にともない、放送終了時刻が10:00から9:55に5分短縮された。
- 従来女性アナウンサーのみの担当だったが、2011年8月29日から秋元啓二が加わり、コンビでの担当となった。
- 2011年10月3日より日本テレビ系列の全番組ステレオ放送化でステレオ放送を実施しており、スタジオ音声もステレオ音源に変更した。
- 2012年4月16日にリニューアルが行われ、秋元啓二が卒業して気象予報士の河津真人がメインキャスターに、サブキャスターに永見佳織（月曜日 - 水曜日、後に全曜日担当に）と小野澤玲奈（木曜日・金曜日、その後「news every.しずおか」のMCに異動した）の組み合わせにシフトに変更された。また、見出しテロップを緑色から青色に変更。
- SDTの女性アナウンサーが週替わりで出演。シフトは不定。2011年8月29日から、秋元啓二が新たに加入した。
- その日に担当する女性アナウンサーはその後の『NNNストレイトニュースしずおか』を兼務することがある。
- なお、静岡第一テレビでは『スッキリ!!』は9:30までの途中飛び降り放送。

## 出演者
| 期間      | 期間      | メインキャスター（MC） | サブキャスター（アシスタント）                                           | サブキャスター（アシスタント）                                           |
| 期間      | 期間      | メインキャスター（MC） | 月曜日 - 水曜日                                                          | 木曜日・金曜日                                                           |
| --------- | --------- | ---------------------- | ------------------------------------------------------------------------ | ------------------------------------------------------------------------ |
| 2010.3.29 | 2011.3.31 | （不在）               | 徳増ないる 那須洋子 青柳愛 鈴木智子 トーマス玲奈 坂本洋子                | 徳増ないる 那須洋子 青柳愛 鈴木智子 トーマス玲奈 坂本洋子                |
| 2011.4.1  | 2011.8.26 | （不在）               | 徳増ないる 那須洋子 鈴木智子 トーマス玲奈 坂本洋子 小野澤玲奈 西山加朱紗 | 徳増ないる 那須洋子 鈴木智子 トーマス玲奈 坂本洋子 小野澤玲奈 西山加朱紗 |
| 2011.8.29 | 2012.4.13 | 秋元啓二               | 小野澤玲奈 西山加朱紗                                                    | 小野澤玲奈 西山加朱紗                                                    |
| 2012.4.16 | 2013.3.29 | 河津真人               | 永見佳織                                                                 | 小野澤玲奈                                                               |
| 2013.4.1  | 2014.3.28 | 河津真人               | 永見佳織                                                                 | 永見佳織                                                                 |

## タイムテーブル
- 9:30 オープニング、季節の話題、お天気カメラリレー、天気予報、ニュース
- 9:35 今日の特集
  - 過去に『○ごとワイド』や『キャッチ!』（中京テレビ）、『OH!バンデス』（ミヤギテレビ）、『どさんこワイド』（札幌テレビ）、『めんたいワイド』（福岡放送）などで特集したものなどを放送。
- 9:44 プレゼント告知、得ナビ! プラス（イベント告知）
- 9:48 プラスいんふぉ（AFCの関連会社、けんこうTV制作のインフォマーシャル）
- 9:52 天気予報、交通情報、エンディング